# كأس الاتحاد الإنجليزي 1997–98
كأس الاتحاد الإنجليزي 1997–98 (بالإنجليزية: 1997–98 FA Cup)‏ هو الموسم 117 من  كأس الاتحاد الإنجليزي. الذي يشرف على تنظيمه الاتحاد الإنجليزي لكرة القدم، وفاز فيه نادي أرسنال.